# Casper Højer Nielsen
Casper Michael Højer Nielsen (* 20. listopadu 1994, Kodaň) je dánský fotbalový levý obránce hrající za turecký klub Çaykur Rizespor.

## Klubová kariéra

### Dánsko
Højer Nielsen v mládí hrál za kodaňské kluby BK Skjold, Kjøbenhavns BK a FC Kodaň. V září 2012 se objevil na lavičce posledně jmenovaného klubu v utkání 3. kola poháru na hřišti FC Fredericia, do hry se ale nedostal. V říjnu téhož roku se jednou podíval na lavičku na zápase Superligaen, ani tam ale příležitost nedostal. Jindy už se v dresu nejúspěšnějšího dánského klubu neobjevil. Pro sezonu 2013/14 byl poslán na hostování do druholigového Brønshøj BK. Zde odehrál 25 ligových utkání. V létě 2014 přestoupil do tehdy druholigového Lyngby Boldklub, kde se okamžitě stal členem základní sestavy. Sezonu 2015/16 ale strávil převážně na lavičce, nastoupil pouze do 9 ligových utkání. Obdobná situace nastala i v letech 2016–18, ve kterých Lyngby již hrálo 1. ligu, v té odehrál 14 utkání. V lednu 2018 proto přestoupil do Aarhus GF. Zde již od prvního utkání nastupoval v základní sestavě. Ve třech sezonách nenastoupil pouze do 6 utkání, z toho polovina absencí byla způsobena karetními tresty. Po sezoně 2020/21 se s Aarhusem po třech a půl letech, ve kterých odehrál celkem 111 ligových utkání, rozloučil. Podle dánského deníku B.T. se v létě 2021 domluvil na smlouvě v pražské Spartě.

### AC Sparta Praha
Spartou byl oficiálně představen 2. června.